# Comitatul Cayuga, New York
Comitatul Cayuga este un comitat situat în statul New York, Statele Unite ale Americii. La recensământul din anul 2000, populația comitatului fusese de 81.963 de locuitori, dar conform unei estimări din 2007, populația comitatului scăzuse la 80.066 de locuitori, cu o densitate de 44,6 loc./km². Centrul administrativ al comitatului este localitatea Auburn. Comitatul a luat ființă în anul 1799 .

## Geografie
Comitatul Cayuga se întide pe o suprafață de 2.237 km² din care 441 km² este apă.

## Localități
| - Auburn - Aurelius - Aurora - Brutus - Cato - Cayuga - Conquest - Fair Haven - Fleming - Genoa - Ira | - Ledyard - Locke - Melrose Park - Mentz - Meridian - Montezuma - Moravia - Niles - Owasco - Port Byron - Scipio | - Sempronius - Sennett - Springport - Sterling - Summerhill - Throop - Union Springs - Venice - Victory - Weedsport |

## Demografie
|  | Graficele sunt indisponibile din cauza unor probleme tehnice. Mai multe informații se găsesc la Phabricator și la wiki-ul MediaWiki. |

Date: Wikidata - grafică realizată de Wikipedia